# 素社街道
素社街道，是中华人民共和国广东省广州市海珠区下辖的一个乡镇级行政单位。

## 行政区划
素社街道下辖以下地区：
稔岗社区、基立南社区、金汇社区、素社中社区、万寿北社区、基立新村社区、蟠龙社区、素社东社区、海联北社区、桥东社区、怡海社区、郭墩社区和海印南社区。